# United Kingdom Atomic Energy Authority
Die United Kingdom Atomic Energy Authority (UKAEA) – bekannt als „Authority“ – ist eine britische Atombehörde, die sich mit der Erforschung und Nutzung der Kernenergie befasst. Die UKAEA mit Sitz in Abingdon-on-Thames wurde am 19. Juli 1954 gegründet. UKAEA ist die leitende Organisation für die Administration der Entwicklung der zivilen Nutzung der Kernenergie (heute Fusionsenergie) und ehemals auch zu Verteidigungszwecken im Vereinigten Königreich Großbritannien und Nordirland.

## Geschichte
Die UKAEA wurde 1954 durch den britischen Atomic Energy Act gegründet um „Atomenergie zu erzeugen, zu nutzen und zu verwerten und alle damit zusammenhängenden Fragen zu erforschen.“  Ihr Vorgänger war das Ministry of Supply (siehe auch Duncan Sandys). Erster Chairman der UKAEA war Sir Edwin Plowden. Später führten die Autorität auch Sir Roger Makins und Walter Marshall.
Der britische Atomic Energy Bill ist nicht zu verwechseln mit den beiden US-amerikanischen Gesetzen, dem Atomic Energy Act of 1946 oder dem Nachfolger, dem Atomic Energy Act of 1954.
In einer Änderung des 1954 Acts im Jahr 1957 soll der damalige Premier sicherstellen „...dass bei der Führung der Geschäfte der Behörde den verschiedenen Anwendungen der Atomenergie die angemessene Bedeutung beigemessen wird“ und das nach Rücksprache mit der Autorität „...sieht er es nicht als seine Pflicht an, im Einzelnen in ihre Angelegenheiten einzugreifen, es sei denn, dass seiner Meinung nach übergeordnete nationale Interessen dies erfordern“.
In der UKAEA gingen ebenfalls die nach dem Zweiten Weltkrieg 1946 gegründete Atomic Energy Research Establishment (AERE) und viele weitere Standorte auf, d. h. diese wurden ab diesem Zeitpunkt (1954) von der UKAEA verwaltet. Die UKAEA hatte bereits 1954 ca. 20,000 Mitarbeiter und in den frühen 1960ern über 40,000.

### Veränderungen und Privatisierung
Anfang der 1970er Jahre wurden große Teile (auch Mitarbeiter) der Organisation, speziell die Production Group und ihre Kernanlagen, in die kommerzielle British Nuclear Fuels plc (BNFL) übertragen, siehe dort.
In dem Jahr 1989 wurde als „kommerzieller Arm“ die AEA Technology plc (abgekürzt: AEA) gegründet. AEA wurde an der London Stock Exchange gehandelt und ab 1996 privatisiert. AEA war z. B. als Dienstleister des Dounreay-Reaktor PFR tätig. AEA ging später, nach Akquise, als Ricardo-AEA hervor und schließlich in dem Unternehmen Ricardo auf.
Weitere Teile der ursprünglich rein staatliche Institution (UKAEA) wurde im Jahr 2009 teilweise privatisiert. Genauer wurde Windscale (Sellafield) an Sellafield Ltd, den neuen Betreiber übertragen. Der kommerzielle Teil, die UKAEA Ltd, wurde an die Babcock International Group verkauft.

### Neuausrichtung der restlichen UKAEA
Stand heute (2025) hat die UKAEA die Mission „Die britische Atomenergiebehörde hat den Auftrag, bei der Bereitstellung von nachhaltiger Fusionsenergie führend zu sein und den wissenschaftlichen und wirtschaftlichen Nutzen zu maximieren.“
Die Erforschung der Kernfusion im Sinne der Nutzbarmachung (Fusionskraftwerk) findet am Culham Centre for Fusion Energy (CCFE) statt. Zu diesem Zweck spielen auch die Materialwissenschaften eine Beitragende Rolle. Die UKAEA ist außerdem verantwortlich für den britischen Beitrag zum europäischen Fusionsforschungsprogramm (EUROfusion). Entsprechende Experimente am Joint European Torus (JET) und Mega-Ampere Spherical Tokamak (MAST) werden im Wissenschaftszentrum Culham durchgeführt. Ebenfalls betreibt Großbritannien einige Hochenergie-Laseranlagen zur Erprobung der Trägheitsfusion.
Eine verwandte Aufgabe ist die Stilllegung der älteren britischen Kernkraftwerke und Kernanlagen unter Aufsicht und Leitung der Nuclear Decommissioning Authority (NDA). Ein Pilotprojekt zur Demonstration der Machbarkeit der Stilllegung ist beispielsweise der von der EU finanziell unterstützte Rückbau des Windscale Advanced Gas-cooled Reactor (WAGR), der 1962 in Betrieb gegangen war.

## Nuklearkomplex

### Frühere Standorte und Kernanlagen
- Atomic Energy Research Establishment (AERE) viz. Harwell – Allgemeine Kernforschung und Reaktorphysik;
- Atomic Weapons Research Establishment (AWRE);
- Capenhurst – Diffusion;
- Dounreay – Reaktor Test Station (Royal Navy) und Großprogramm für schnelle Reaktoren (die Verwertung von Plutonium als Brennstoff stand damals im Fokus);
- Risley bei Warrington – Hauptsitz der Industrial Group und Standort des ehemaligen Universities Research Reactor bis ca. 1991[11];
- Springfields – Uranerzaufbereitung, Uranmetallgewinnung, Uranhexafluorid und Brennelementeherstellung;
- Windscale Works (Sellafield);
- Winfrith – Reaktor Test Station.

Viele der o. g. Anlagen wurden von der Industrial Group unter Leitung von Sir Christopher Hinton aufgebaut und verwaltet.

### Forschungsanlagen heute
Die UKAEA besteht (Stand 2023, Eigenangaben) aus den folgenden Anlagen oder Forschungseinheiten:
- Culham Centre for Fusion Energy (CCFE);
- Spherical Tokamak for Energy Production (STEP);
- Remote Applications in Challenging Environments (RACE);
- Materials Research Facility (MRF);
- Oxfordshire Advanced Skills (OAS) zusammen mit dem STFC.

### Regulierung
Die Regulierung der genannten und weiterer Anlagen liegt in der Aufsicht des Office for Nuclear Regulation (ONR). Hinweis. Die oben genannten Standorte sind zwar Hauptstandorte, aber nur als Auswahl zu verstehen.

### Memoiren
- Marcus Laurence Elwin Oliphant, William George Penney: John Douglas Cockcroft, 1897-1967. In: Biographical Memoirs of Fellows of the Royal Society. Band 14, November 1968, S. 139–188, doi:10.1098/rsbm.1968.0007 (englisch).